# 国昌寺 (さいたま市)
国昌寺（こくしょうじ）は、埼玉県さいたま市緑区にある曹洞宗の寺院。

## 歴史
戦国時代、心巌宗智によって開山された。
当寺2世住職は大雲文龍である。文龍は当寺で出家し、永平寺で修行した。また文龍は書家でもあり、後陽成天皇・後水尾天皇に書道を指南したという。当寺には文龍の書が残されている。
山門は「開かずの門」と呼ばれている。江戸時代中期のもので、欄間には左甚五郎⁪による見沼の竜が彫られている。昔、この門に棺を担いでくぐろうとすると、竜が棺の中身（遺体）を食べてしまうことから、閉鎖したのだという。

## 文化財
- 阿弥陀一尊種子板石塔婆（さいたま市指定有形文化財 昭和43年3月31日指定）[3]
- 國昌寺門（さいたま市指定有形文化財 昭和52年3月30日指定）[4]

## 交通アクセス
- 浦和美園駅より徒歩34分。